# Luke Kelly
Luke Kelly (irsk Lúcás Ó Ceallaigh, født 17. november 1940, død 30. januar 1984) var en irsk sanger og folkemusiker fra Dublin, Irland.
Han var en af grundlæggerne i folkemusikgruppen The Dubliners i 1962.

## Død
Den 30. juni 1980 under en koncert i Cork Operahus kollapsede han på scenen. Han havde allerede lidt af hovedpine og glemsomhed i nogen tid, men dette var tilskrevet hans alkoholforbrug. Efter episoden blev han diagnosticeret med en hjernesvulst.
Efter en operation fortsatte han med at turnere med The Dubliners, men hans helbred blev forværret yderligere. Han glemte tekster og blev nødt til at tage længere pauser under koncerterne. På en europaturne i efteråret 1983 blev han nødt til at gå af scenen i Traun, Østrig og igen i Mannheim, Tyskland. Kort efter blev han nødsaget til at aflyse touren i det sydlige Tyskland og efter et kort ophold på et hospital i Heidelberg blev han fløjet tilbage til Dublin. Efter endnu en operation tilbragte han julen derhjemme med familien. Efter nytår blev han bragt til hospitalet igen, og døde der den 30. januar 1984. På hans gravsten på Glasnevin kirkegård står skrevet: Luke Kelly – Dubliner.
Han blev afløst af Sean Cannon, som havde optrådt med Dubliners siden 1982 som følge af Luke's forværrede helbred.